# Újezd nade Mží
Újezd nade Mží település Csehországban, a Észak-plzeňi járásban. Újezd nade Mží Město Touškov, Líšťany, Úlice, Plešnice és Bdeněves településekkel határos. Lakosainak száma 113 fő (2024. január 1.).

## Népesség
A település lakosságának változását az alábbi diagram mutatja:
| Lakosok száma | 331  | 313  | 338  | 151  | 96   | 60   | 100  | 103  | 104  | 113  |
|               | 1869 | 1890 | 1921 | 1950 | 1980 | 2001 | 2017 | 2019 | 2022 | 2024 |